# سنجاقک‌های پاسفید
سنجاقک‌های پاسفید (نام علمی: Platycnemididae) نام یک تیره از زیرراسته سنجاقک است.